# Cecil Findlay
Cecil Findlay (ur. 1 lipca 1962) – montserracki piłkarz grający na pozycji obrońcy,  reprezentant Montserratu.
Podczas eliminacji do Mistrzostw Świata 2002 Findlay reprezentował Montserrat tylko w jednym spotkaniu; był to pojedynek pomiędzy Dominikaną a Montserratem, w którym Findlay zagrał całe spotkanie; jednak jego reprezentacja przegrała 0-3. Był on także rezerwowym w meczu rewanżowym, z którego Dominikana ponownie wyszła zwycięsko.